# مالایا ایوانوفکا
مالایا ایوانوفکا (به لاتین: Malaya Ivanovka) یک منطقهٔ مسکونی در روسیه است که در باشقیرستان واقع شده‌است.